# Liste der Monuments historiques in Verneuil (Marne)
Die Liste der Monuments historiques in Verneuil führt die Monuments historiques in der französischen Gemeinde Verneuil auf.

## Liste der Immobilien
| Bezeichnung    | Beschreibung                    | Standort                     | Kennzeichnung | Schutzstatus | Datum | Bild           |
| -------------- | ------------------------------- | ---------------------------- | ------------- | ------------ | ----- | -------------- |
| Kirche St-Remi | aus dem 12. und 13. Jahrhundert | Rue de l’Abbe Bernard (Lage) | PA00078886    | Classé       | 1919  | weitere Bilder |

## Liste der Objekte
| Bezeichnung                              | Beschreibung                                                   | Standort                     | Kennzeichnung | Schutzstatus    | Datum  | Bild |
| ---------------------------------------- | -------------------------------------------------------------- | ---------------------------- | ------------- | --------------- | ------ | ---- |
| Taufbecken                               | Stein, 15. Jahrhundert; während des Ersten Weltkriegs zerstört | in der Kirche St-Remi (Lage) | PM51001678    | Classé gelöscht | ? 1945 |      |
| Tabernakel                               | Fragment; Holz, 17. Jahrhundert                                | in der Kirche St-Remi (Lage) | PM51001141    | Classé          | 1966   |      |
| Skulptur Madonna mit Kind und Weintraube | Holz, farbig gefasst, 17. Jahrhundert                          | in der Kirche St-Remi (Lage) | PM51001139    | Classé          | 1957   |      |
| Büste einer Frau                         | Stein, 16. Jahrhundert                                         | in der Kirche St-Remi (Lage) | PM51001140    | Classé          | 1966   |      |